# سيف محسن عبود الشريف
الدكتور سيف محسن عبود الشريف هو سياسي يمني، تولى منصب  وزير النفط والمعادن ‏ في حكومة بحاح منذ 14 سبتمبر 2015.
| المناصب السياسية           | المناصب السياسية                      | المناصب السياسية       |
| -------------------------- | ------------------------------------- | ---------------------- |
| سبقه محمد عبدالله بن نبهان | وزير النفط والمعادن ‏ 14 سبتمبر 2015 - | تبعه أوس عبدالله العود |